# 叶绍贤
叶绍贤（？—1942年9月27日），广东省南海县人。中华人民共和国政治人物。
1929年，参加中国工农红军，曾任红三军团参谋处参谋，参加长征。抗日战争期间，调往新四军作战，1941年，任新四军独立旅二团政治委员。因积劳成疾，1942年9月27日病逝。